# Maciej Rybiński (generał)
Maciej Rybiński herbu Radwan (ur. 24 lutego 1784 w Sławucie, zm. 17 stycznia 1874 w Paryżu) – polski generał, ostatni wódz naczelny powstania listopadowego.

## Życiorys
Wstąpił do armii francuskiej w 1805, rok później został adiutantem Louisa Sucheta, późniejszego marszałka i para Francji. W 1807 przeszedł do armii Księstwa Warszawskiego, został kapitanem 6 Pułku Piechoty, uczestniczył w wojnie polsko-austriackiej 1809, kampanii rosyjskiej Napoleona 1812 oraz kampanii saskiej 1813, gdzie walczył w bitwach: Smoleńskiem, Możajskiem oraz Lipskiem. W czasie ostatniej bitwy pod Lipskiem został wzięty do niewoli. Dwa lata później w stopniu majora wstąpił do armii Królestwa Kongresowego. W 1820 r. otrzymał awans na podpułkownika. W 1830 roku awansował na pułkownika, został też nagrodzony Znakiem Honorowym za 20 lat służby.
Po wybuchu powstania listopadowego w nocy 29/30 listopada 1830 dowodził najpierw 1 Pułkiem Piechoty Liniowej, później Dywizją Piechoty. W jego sztabie korpusu lekarzem był Aleksander Okorski.
Podczas powstania listopadowego walczył w bitwach pod Wawrem 19/20 lutego 1831, Tykocinem i Ostrołęką 26 maja 1831.

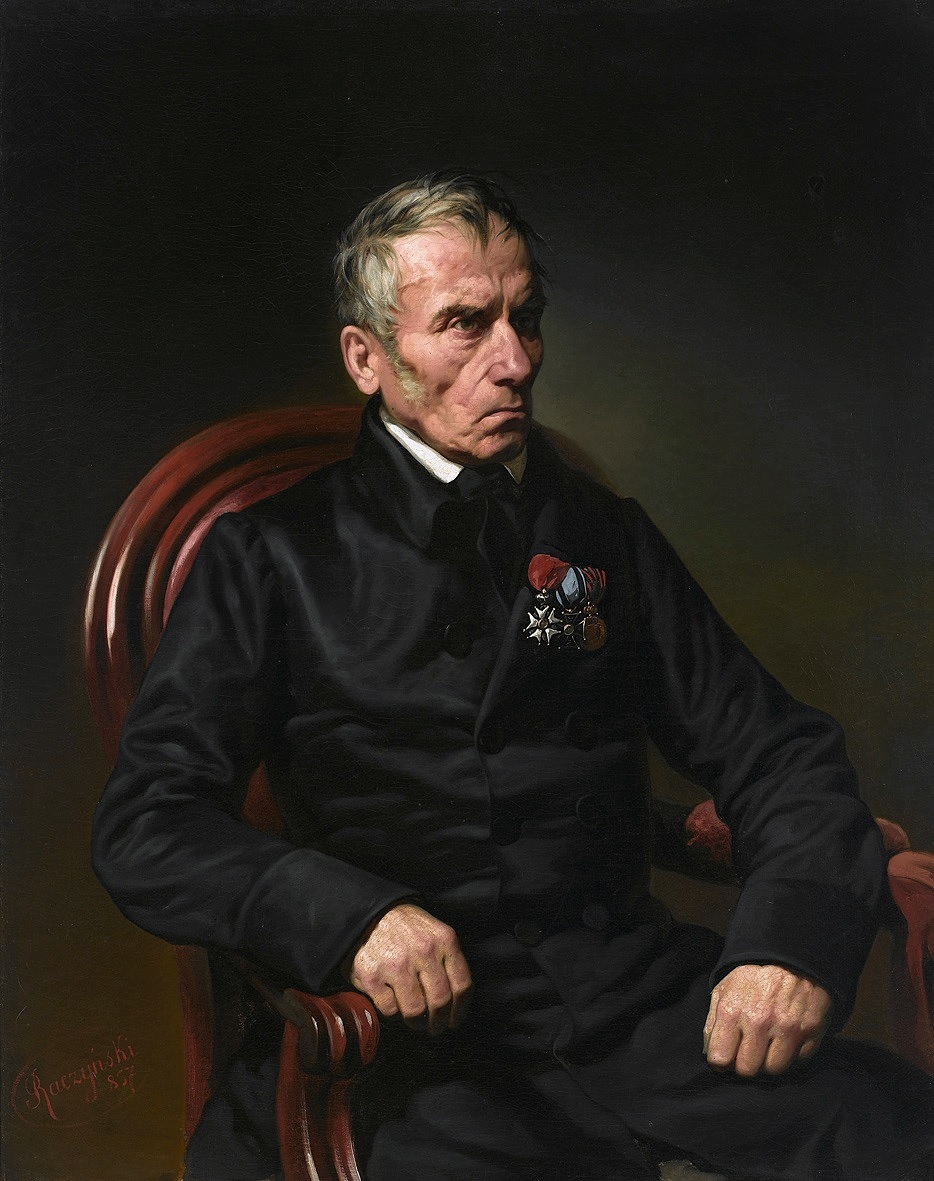
Generał Maciej Rybiński, portret autorstwa Aleksandra Raczyńskiego

Po zdobyciu Warszawy przez Rosjan we wrześniu 1831 awansował do stopnia generała dywizji. 10 września 1831 objął stanowisko naczelnego wodza powstania, był nim do 23 września 1831, kiedy zebrał się Sejm powstańczy w Płocku, w którym uczestniczył. Stanowisko naczelnego wodza zostało powierzone tymczasowo gen. Janowi Nepomucenowi Umińskiemu.
Po raz drugi wodzem naczelnym został 24 września, był nim do 5 października 1831.
Został oskarżony o rokowania z gen. Paskiewiczem w sprawie kapitulacji. 5 października 1831 r. przeszedł z oddziałem 20-tysięcznej armii granicę z Prusami w okolicach Jastrzębia. Internowany wraz z armią, władzami powstańczymi z ostatnim prezesem Rządu Narodowego Bonawenturą Niemojowskim oraz członkami sejmu i licznymi politykami w zabudowaniach klasztoru franciszkanów w Brodnicy, gdzie przebywał do 12 października.
Po upadku powstania, wyjechał na emigrację do Paryża, gdzie w 1843 roku założył Stronnictwo Wojskowe.
Zmarł 17 stycznia 1874 w Paryżu. Pozostawił po sobie Pamiętniki z lat powstania listopadowego.
Pochowany na Cmentarzu Montmartre.